# Matthias Steier

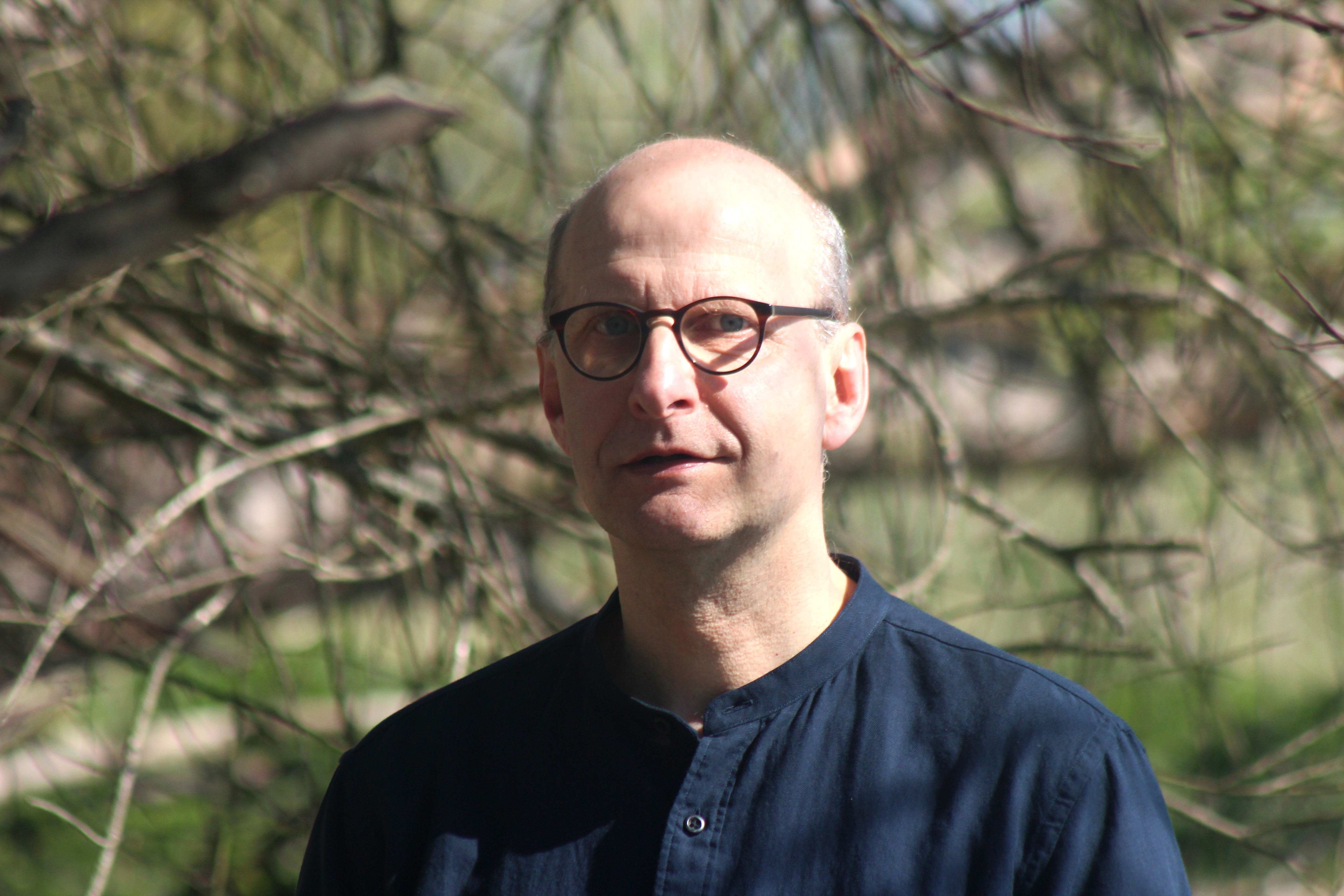
Matthias Steier, 2019

Matthias Steier (* 6. Januar 1959 in Leipzig) ist ein deutscher Maler, Grafiker und Zeichner.

## Leben
Nach dem Oberschulabschluss absolvierte Steier ab 1975 eine Ausbildung zum Reprotechniker (Helio-Operateur) und arbeitete bis 1978 in diesem Beruf. Darauf folgte von 1978 bis 1983 ein Studium an der Hochschule für Grafik und Buchkunst (HGB) in Leipzig. Er erlangte seine Spezialausbildung bei Wolfgang Peuker, Dietrich Burger und Arno Rink. Im Jahr 1983 erreichte er seinen Diplomabschluss als Maler. Unmittelbar danach bis Ende 1985 beteiligte er sich als Mitarbeiter auf Honorarbasis am Entstehen des monumentalen Bauernkriegspanoramas von Werner Tübke in Bad Frankenhausen, das am 16. Oktober 1987 durch Signatur mit dem Namenszug Werner Tübke fertiggestellt wurde.
Tübke, Peuker und Rink gelten als namhafte Vertreter der Leipziger Schule, und als deren akademischer Schüler sowie als zweijähriger Mitarbeiter am Hauptwerk von Tübke steht Steier in deren Nachfolge.
Als figürlich-gegenständlicher Maler bewegt sich Steier in seiner Bildwelt im Umfeld der Widersprüche zwischen Schein und Sein, Realität und Illusion. Stilistisch nehmen seine Bilder eine Position zwischen Magischem Realismus und Surrealismus ein. Die Einflüsse auf seine Werke sind vielfältig, stammen aus der Literatur und aus Reiseeindrücken mediterraner und südamerikanischer Gefilde. Steiers Landschaften werden bestückt von überdimensionierten Äpfeln, von Matadoren, Stieren und Tänzerinnen – Sinnbild des ewigen Ringens des Menschen mit der wilden Natur, des Kampfes der Geschlechter.
Seit 1987 arbeitet Matthias Steier als freischaffender Künstler in Eisenhüttenstadt. 1994 war er Stadtmaler in Waltrop / Nordrhein-Westfalen. Steier unternahm Studienreisen nach Italien, Spanien, Chile und Argentinien, die sich vielfältig in seinen Werken widerspiegeln. Darüber hinaus erteilt er bereits seit Jahren diverse Kurse zu Grundlagen visueller Gestaltung bis hin zur Ölmalerei an der Volkshochschule Eisenhüttenstadt. Steier pflegt Kontakte zu Künstlerkollegen wie den Malerinnen Sandra Rienäcker, Sabine Naumann und dem Metallbildhauer Eckard Herrmann. Matthias Steier arbeitet und lebt in Eisenhüttenstadt.

## Werke (Auswahl)

### Bis 2000 (Auswahl)
- 1996: Outbackpuzzle (Öl)
- 1996: Pierrot – Kurzzeitig oben auf (Öl)
- 1996: Diagonale Staffelung (Öl)
- 1999: Georgs Tafelrunde (Öl)
- 2000: Pierrot mit Sponsor (Öl)

### 2001 bis 2004 (Auswahl)
- 2001: Applegate (Öl)
- 2002: Medea und der Erzengel Gabriel in Caracena (Öl)
- 2003: Mädchen mit Stier IV (Öl)
- 2003: Florale Reconquista (Öl)
- 2004: Spanische Begegnung oder verdrehte Infantin mit Gefolge (Öl)

### 2005 bis 2008 (Auswahl)
- 2005: El Toro (Öl)
- 2006: Homo sapiens und Vergangenheit, Giebelwand mit Eckard Herrmann
- 2006: Flora im Brunnen (Tusche, Papier)
- 2006: Krebsfrau III (Öl)
- 2008: La Rena del Viento (Öl)

### 2009 bis 2012 (Auswahl)
- 2009: Coronare Corrida (Aquarell)
- 2010: Kollateralschaden (Öl)
- 2011: Viva Patagonia (Mischtechnik)
- 2011: Mädchen mit Stier 18 (Mischtechnik)
- 2012: Tagträumer in Soria (Mischtechnik)

### 2013 bis 2016 (Auswahl)
- 2013: Italienische Begegnungen (Mischtechnik)
- 2013: Wasserspiele (Mischtechnik)
- 2014: Passanten (Mischtechnik)
- 2015: Mädchen mit Stier (Mischtechnik)
- 2015: Krebsfrau XXI (Mischtechnik)

## Ausstellungen (unvollständig)

### Einzelausstellungen
- 1991: Museum Haus Ludwig, Saarlouis
- 1994: Hermann-Grochtmann-Museum, Datteln
- 1994: Galerie im Drübbelken, Recklinghausen
- 1996: Städtisches Museum, Eisenhüttenstadt
- 1996: Galerie „Das weiße Haus“, Waltrop
- 1997: Max-Planck-Institut für Mikrostrukturphysik, Halle (Saale)
- 1998: Galerie Witzleben, Frankfurt (Oder)
- 2000: Kleine Galerie, Eberswalde
- 2003: Städtisches Museum, Eisenhüttenstadt
- 2004: Galerie „urpresse“, Steier-Trilogie, Schwerin
- 2005: Galerie im Prater „Apple on tour“, Berlin
- 2006: Burg Beeskow „Die Arche Steier“, Beeskow
- 2008: Kleine Galerie, Eberswalde
- 2009: Städtische Galerie, Eisenhüttenstadt
- 2009: Erster Stock, Berlin
- 2010: Galerie Koenitz „Auswärtsspiele“, Leipzig
- 2010: Galerie Wollhalle „Canitos“ mit Ulf H. Rickmann, Güstrow
- 2012: Galerie Koenitz „Feldforschung“, Leipzig
- 2013: Landgalerie Mark Brandenburg „Terra incognita“, Petersdorf
- 2014: Kunsthalle „Geschichtete Leidenschaft“ mit Detlef Lieffertz, Arnstadt
- 2014: Schleswig-Holstein-Haus „Zwischenwelten“ mit Ulf H. Rickmann, Schwerin
- 2015: Kunstgalerie „Irdisch und entrückt II“, Teterow (Landkreis Rostock)
- 2016: Spectrumhaus, Frankfurt (Oder)
- 2016: Weißes Haus „Zwischenwelten“, Markkleeberg bei Leipzig
- 2017/18: Kloster Stift Neuzelle Projekt „Theatrum Sacrum - Das Weltgericht - Festung Europa“ mit Hans-Georg Wagner, Kloster Neuzelle
- 2018: Städtisches Museum Eisenhüttenstadt[6] „Schauplätze“ mit Ingo Duderstedt Leipzig
- 2019: „Miradores“, NEUE GALERIE des Landkreises Teltow-Fläming, Wünsdorf-Waldstadt, Zossen bei Berlin.

### Ausstellungsbeteiligungen

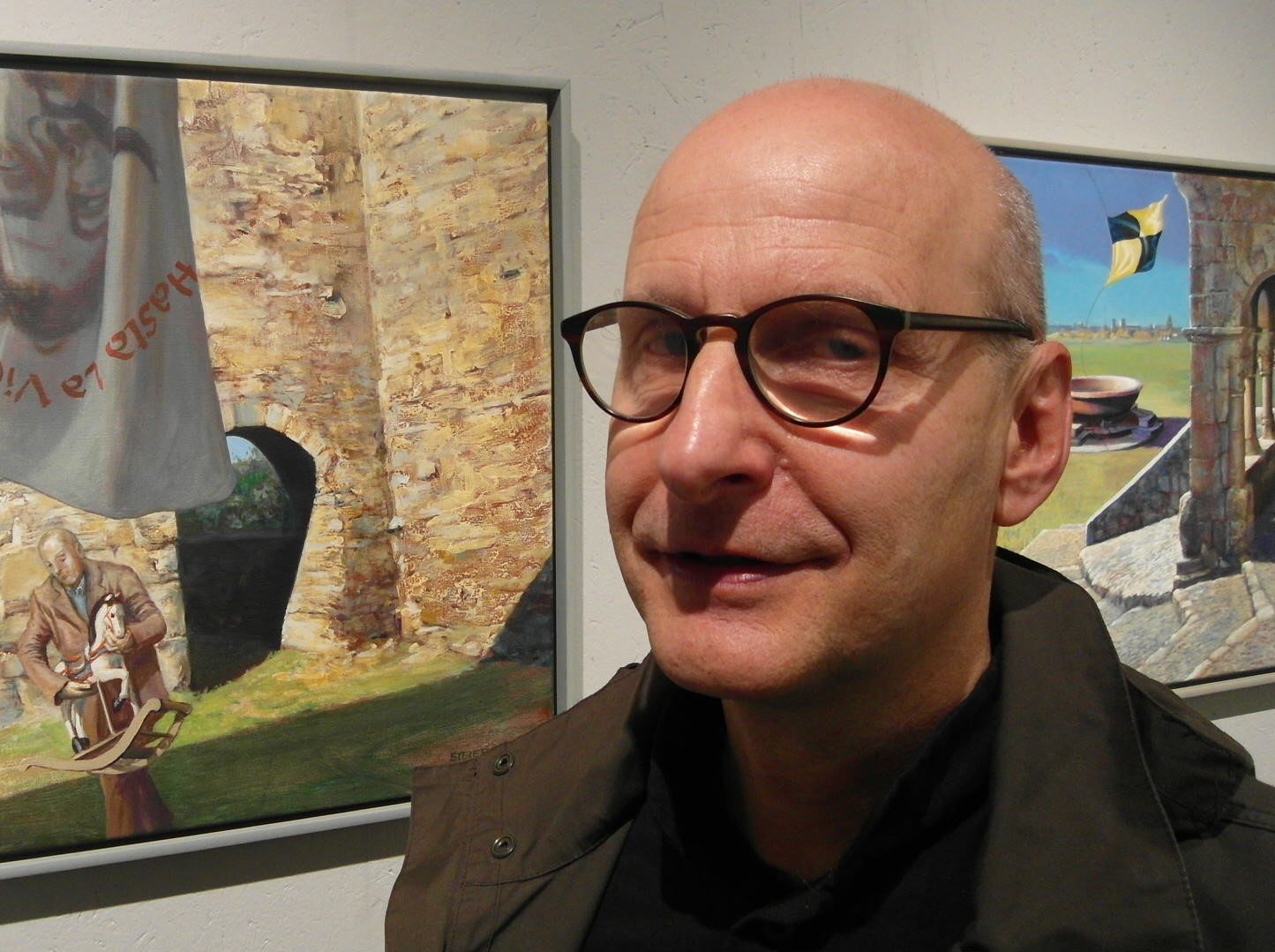
Matthias Steier bei der Vernissage zu seiner Ausstellung in der akantus/galerie im westwerk, Leipzig (10. Oktober 2019)

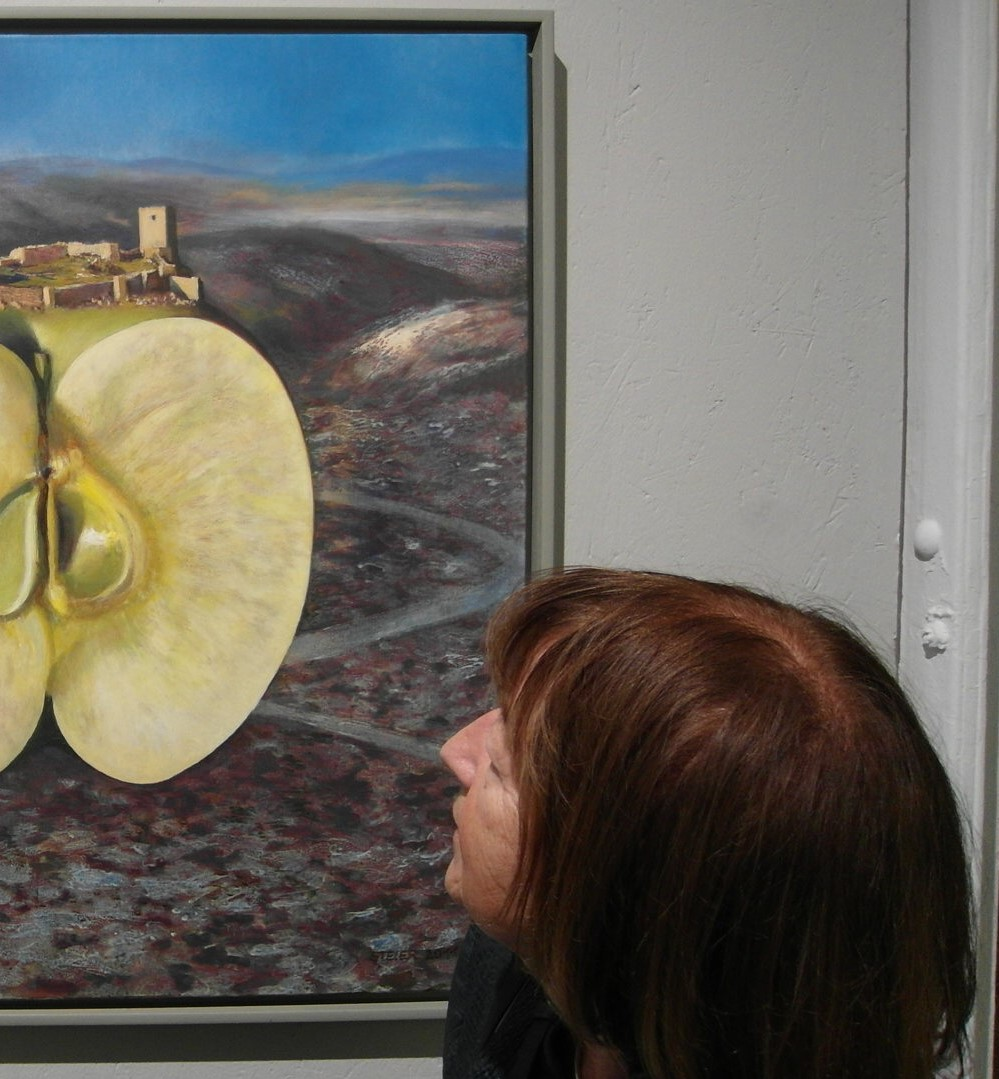
Vernissage-Besucherin in der Ausstellung von Matthias Steier in der akanthus/galerie im westwerk, Leipzig (10. Oktober 2019)

- 1984: Berlin, Altes Museum, Junge Künstler
- 1985: Frankfurt/Oder, Bezirkskunstausstellung
- 1989: Berlin, Akademie-Galerie im Marstall, Bauleute und ihre Werke. Widerspiegelungen in der bildenden Kunst der DDR
- 1993: Brandenburgische Kunstsammlung Neue Konturen, Cottbus
- 1999: „Projekt Freiraum“, Waltrop
- 2001: Städtische Galerie Kunstfenster mit Harald Schulze, Eisenhüttenstadt
- 2002: Galerie am Neuen Palais Tierisch – Menschlich, Potsdam
- 2004: Burg Beeskow Offenes Depot II, Beeskow
- 2009/10: Brandenburgischer Kunstpreis der MOZ, Neuhardenberg/Schloss

- 2012: Panorama Museum 25-jähriges Jubiläum, Bad Frankenhausen
- 2014: Kunsthalle Arnstadt, Arnstadt
- 2014: Schleswig-Holstein-Haus Zwischenwelten, Schwerin
- 2019: akanthus/galerie im westwerk, Leipzig.

Werke von Matthias Steier befinden sich in öffentlichen Sammlungen wie dem Städtischen Museum Eisenhüttenstadt, sowie in Privatsammlungen in Deutschland, Norwegen, Österreich und in Polen.

## Publikationen
- Stadt Eisenhüttenstadt (Hrsg.): Matthias Steier. Katalog zum 50. Geburtstag mit Jubiläumsausstellung in der Städtischen Galerie Eisenhüttenstadt. Mit Texten von Herbert Schirmer u. a. Eisenhüttenstadt 2018.

## Auszeichnungen/Preise (Auswahl)
- 1994: Stadtmaler in Waltrop / NRW
- 2015: Kunstpreis der LOSCON-KULTURSTIFTUNG[7]